# هنریتا (اکلاهما)
هنریتا(به انگلیسی: Henryetta) شهری در ایالت اکلاهما کشور ایالات متحده آمریکا است که جمعیت آن در سرشماری سال ۲۰۱۰ میلادی، ۵٬۹۲۷ نفر بوده‌است.